# Collegio dei Lombardi
Il Collegio dei Lombardi (in francese Collège des Lombards) fu un collegio universitario medievale dell'Università di Parigi, fondato nel 1334 a Mont Saint-Hilaire da quattro italiani, tra cui il fiorentino Andrea Ghilini, vescovo di Arras.

## Storia
Il collegio fu fondato il 25 febbraio 1334 nella sede della prepositura di Parigi con il nome di Domus pauperum scholarium italicorum de charitate Beatae Mariae da quattro importanti personalità italiane attive nella capitale francese, che lo destinarono a scolari provenienti dalle città di origine dei fondatori.
Il collegio, detto dei lombardi, fu riservato a undici borsisti provenienti dall'Italia centro-settentrionale, e fu frequentato da scolari provenienti da Pistoia, Piacenza e Modena.
Il collegio rimase in funzione fino al 1580. Abbandonato per quasi un secolo, nel 1677 fu assegnato a una congrega di preti irlandesi.